# Kreolen in Belize
Die Kreolen in Belize sind Kreolen im mittelamerikanischen Belize, deren Herkunft ursprünglich ab Mitte des 17. Jahrhunderts auf Beziehungen zwischen englischen und schottischen Holzarbeitern, den sogenannten Baymen, und ihren aus Schwarzafrika verschleppten Sklaven zurückgeht.
Die belizisch-kreolische Sprache, die sich in erster Linie durch die Interaktion zwischen Afrikanern und Europäern entwickelte, wurde historisch nur von diesen gesprochen. Die Kreolen bildeten die Mehrheit der Bevölkerung bis in die 1980er-Jahre. Als Folge davon verbreitete sich die kreolische Sprache. Heutzutage wird sie von etwa 75 % der Belizer gesprochen, inklusive vieler neuer Einwanderer, die seit dem späten 20. Jahrhundert ins Land kamen. Im 21. Jahrhundert sind die Kreolen vorwiegend in städtischen Gebieten ansässig, in Belize-Stadt zum Beispiel sowie in den meisten Küstenstädten und Dörfern.

## Ethnizität
Bis in die frühen 1980er-Jahre bildeten Belize-Kreolen nahezu 60 % der belizischen Bevölkerung. Die Demografie des Landes hat sich seitdem deutlich geändert. Im frühen 21. Jahrhundert bildeten die Kreolen nur noch 25 % der belizischen Bevölkerung aufgrund der kombinierten Auswirkung von mehreren Faktoren, insbesondere der Einwanderung von Menschen aus anderen zentralamerikanischen Ländern nach Belize sowie der Auswanderung von etwa 85.000 Kreolen vor allem in die Vereinigten Staaten. Durch Jahrzehnte von gemischter Herkunft weisen Personen, die sich als Kreolen identifizieren, eine große Vielfalt von körperlichen Eigenschaften auf: dunkle Hautfarben und krause Haare sowie helle Hautfarben und blonde Haare und alle Zwischenstufen. Der Begriff Kreole bezeichnet eher eine ethnische Kultur als einen begrenzten Standard eines physischen Erscheinungsbildes.
In Belize ist Kreole der Standardbegriff für alle Personen, die mindestens teilweise von schwarzafrikanischer Herkunft sind, die sich nicht als Garinagu identifizieren, oder Personen, die Kriolisch als Muttersprache oder alleinige Sprache sprechen. Daher vermischten sich durch die Ehe die afrikanischen und westindischen Auswanderer, die sich in Belize ansiedelten, mit den Einheimischen, die sich auch als Kreolen identifiziert hätten. Das Konzept von Kreolen als gemischte Ethnie nahmen nahezu alle Personen an, die eine afroeuropäische Herkunft zusammen mit anderen Ethnizitäten hatten, inklusiv Mestizo oder Maya.
Als das National Kriol Council anfing, die Rechtschreibung für Kriol zu vereinheitlichen, entschieden sie, das Wort „Kriol“ für die Sprache voranzubringen, wobei sie das Wort „Creole“ weiter für die Benennung des Volkes auf Englisch verwendeten.

## Geschichte
Laut dem National Kriol Council von Belize wurden die schwarzen Sklaven schon vor dem 16. Jahrhundert an der zentralamerikanischen Küste als Arbeitskräfte eingesetzt. Bis 1724 schafften sich auch die Briten Sklaven aus Jamaika und anderswo an, um das Blauholz und später das Mahagoniholz zu schneiden. Der früheste Hinweis zu afrikanischen Sklaven in den britischen Ansiedlungen in Belize kam in einem im Jahr 1724 geschriebenen Bericht eines spanischen Glaubensboten vor, in dem es hieß, dass die Briten neulich Sklaven aus Jamaika und Bermuda eingeführt hätten. Die Europäer missbrauchten die Sklavinnen sexuell, was zu zahlreichen gemischten Kindern führte.
In der zweiten Hälfte des 18. Jahrhunderts bewegte sich die Zahl an Sklaven gegen 3000, was etwa drei Viertel der Gesamtbevölkerung ausmachte. Die meisten Sklaven sind in Afrika geboren worden, auch wenn sie durch die westindischen Märkte gebracht worden sind, überwiegend aus Ghana (Ga- und Ewe-Völker, sowie Ashanti und Fante) und aus der Umgebung der Bucht von Benin und der Bucht von Biafra sowie aus Nigeria (Yoruba, Igbo, Efik); dem Kongo und Angola. Andere Sklaven stammen von den Wolof, Fula, Hausa und Kongo-Völkern.
Die Igbo (auch als Eboe oder Ibo bekannt) scheinen besonders zahlreich gewesen zu sein; ein Stadtteil von Belize Town war in der ersten Hälfte des 19. Jahrhunderts immer noch als Eboe Town bekannt. Zunächst erhielten viele Sklaven ihre afrikanischen ethnischen Identitäten und kulturellen Sitten aufrecht; langsam kombinierten sie aber einige ihrer Kulturen und nahmen Elemente der europäischen Kulturen an; im Verlauf dieser Kreolisierung schafften ihre Nachkommen eine neue synkretische kreolische Kultur.
Die Kreolen siedelten sich, wo sie arbeiten mussten, ein: hauptsächlich Belize Town (jetzt Belize-Stadt) und entlang dem Flussufern des Belize River in den ursprünglichen Blauholzansiedlungen, inklusiv Burrell Boom, Bermudian Landing, Crooked Tree, Gracie Rock, Rancho Dolores, Flowers Bank und Belmopan. Es gab auch reichliche Bevölkerungszahlen in und in der Umgebung von Plantagen südlich von Belize-Stadt und Placencia. Viele Kreolen waren im Handel von lebenden Meeresschildkröten und andere Fischereien involviert. Während des 19. Jahrhunderts verteilten sie sich unter allen Gebieten, insbesondere Dangriga und Monkey River, als die Gemeinde weiter wuchs. Ihre Gefühle von Stolz führte zu gelegentlichen Auseinandersetzungen mit den Herrschaften, z. B. die im Jahr 1984 stattgefundenen Währungsabwertungsunruhen.
Im 20. Jahrhundert übernahmen die Kreolen die Führung, die Entwicklung der Ansiedlung zu organisieren. Unruhen in den Jahren 1919 und 1934, zusammen mit den furchtbaren Bedingungen, die aus einem katastrophalen Orkan im Jahr 1931 resultierten, führten zur Gründung der ersten Gewerkschaften in Belize. Aus diesen Organisationen entwickelte sich die erste politische Partei, die People’s United Party (PUP).
Die Lebensbedingungen wurden in Belize-Stadt aber nach einem weiteren großen Orkan im Jahr 1961 schlechter. Kurz danach fing eine umfangreiche Auswanderung an, die bis heute anhält, nach den Vereinigten Staaten und dem Vereinigten Königreich. Aus diesen Ländern schickten beschäftigte Personen Geld zurück, um ihren Familien zu helfen, die sie zurückgelassen hatten.
Versuche, die Kreolen für die Entwicklung zu vereinigen, z. B. die United Black Association for Development, führten bis jetzt zu gemischten Ergebnissen.

## Kultur
Als Teil der Feiern im September wird das jährliche Kreole-Festival auf dem Gelände des House of Culture veranstaltet. Auf dem Festival zeigt die kreolische Bevölkerung von Belize ihren eigenen Reichtum an Traditionen.

### Maypole
Maypole ist eine Feier, die einen Maibaum einbezieht; dieser ist ein großer Mast aus Holz, der mit mehreren langen, von der Spitze hängenden bunten Schleifen dekoriert ist. Der Brauch ähnelt der Palo de Mayo oder Maypole in der RAAS-Region von Nicaragua.

### Musik
Seit den Kolonialzeiten sind Musik und Tanz wesentliche Elemente kreolischer Kultur sowie von Kulturen, die zur kreolischen beigetragen haben. Der Tanz zu den Rhythmen von Trommeln gehört zum Weihnachtsfest und anderen Feiern der kreolischen Gemeinden. Eine Musikgattung namens Brukdown kommt von den „brams“ oder Festen, die von kreolischen Familien veranstaltet werden.
Wilfred Peters, der berühmteste zeitgenössische Interpret von Brukdown, wird als belizischer Nationalheld betrachtet. Die Musik umfasst eine Mischung aus europäischen Harmonien, afrikanischen synkopierten Rhythmen, Call-and-Response- sowie lyrischen Elementen. In ihrer modernen Form ist Brukdown eine ländliche Volksmusik, vor allem mit den Holzgewinnungsstädten des belizischen Inlands assoziiert. Zu den traditionellen Musikinstrumenten gehören Banjos, Gitarren, Schlagzeuge, Klinglingsglocken, Akkordeon sowie der Kiefer eines Esels, wobei man einen Trommelstock auf den Zähnen hoch und runter reibt. Brukdown bleibt eine ländliche Musikgattung, die selten aufgenommen wird. Die Bekanntheit dieser Musik nimmt ab, da die Jugend die Kulturen anderer Länder adaptiert.

### Essen und Trinken
Zu den Grundnahrungsmitteln eines kreolischen Abendessens gehören Reis und Bohnen mit Fleisch, z. B. geschmorte Hähnchen, gebackene Hähnchen, geschmortes Schweinefleisch, geschmortes Rindfleisch usw.; Salat, ob Kartoffelsalat, Gemüsesalat oder Krautsalat; Fische und Meeresfrüchte, wie Muscheln und Hummer; einige Wildarten, unter anderem Leguan, Reh, Pekari und Paka. Außerdem Feldfrüchte und Obst, wie Kassava, Kartoffel, Kakao und Kochbananen. Frischer Saft oder Wasser werden serviert, ab und zu auch Erfrischungsgetränke oder alkoholische Getränke. Häufig werden hausgemachte Weine aus Sauerklee, Beeren, Cashewnüssen, Sorosi, Grapefruit oder Reis serviert. Normalerweise besteht ein Frühstück aus kreolischem Brot und Kriolbun, Johnny-Cakes und Frycakes, auch Fry-Jacks genannt.
Seit dem späten 20. Jahrhundert nahmen die Kreolen Essen von anderen Volksgruppen an, vor allem „spanischen“ Gerichten, die mit Tortillas gemacht werden.

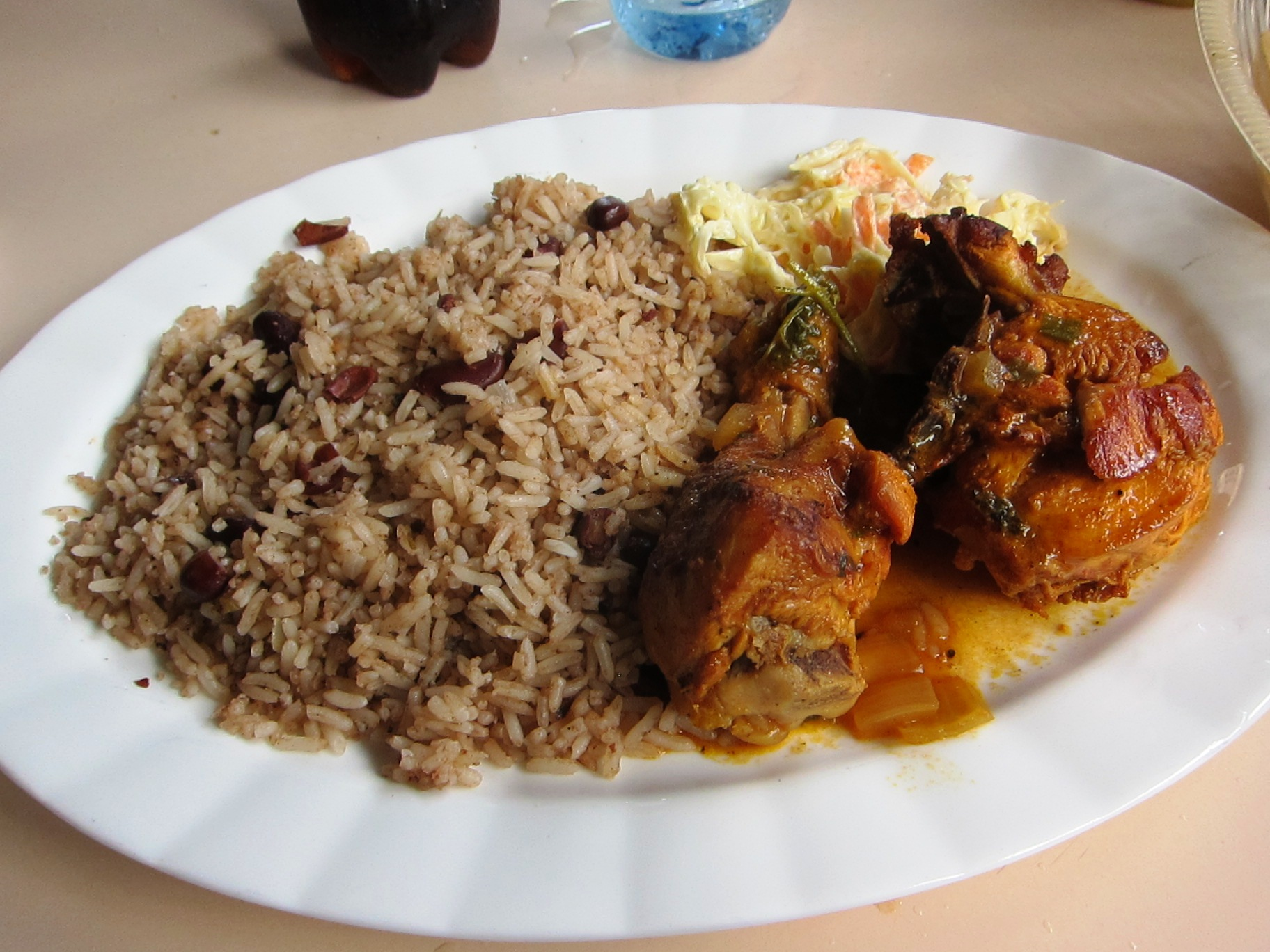
Reis und Bohnen (mit Kokosmilch), geschmortes Recado-Hähnchen und Kartoffelsalat

Im Allgemeinen haben die Kreolen eine relativ ausgewogene Ernährung. Das Bile-up (oder Boil-up) ist eine Kombination aus verschiedenen gekochten Gemüsen und Bile Cake, serviert mit Fisch oder Schweineschwanz. Cowfoot-Suppe, ein dicker Eintopf mit Taro und Kutteln, ist ebenfalls ein wichtiges kreolisches Gericht. Es gibt verschiedene weitere Fischgerichte. Kokosmilch und Öl sind häufige Zutaten. Durch eine „Vergilbung“ genannte Krankheit wurden die meisten Kokospalmen in den 1990er Jahren vernichtet.
In Belize wird Kassava traditionell zum Bammy gemacht, ein kleiner, frittierter Kassavakuchen. Die Kassavawurzel wird gerieben, gut mit Wasser gespült, getrocknet, gesalzen und schließlich in flache Kuchenformen gedrückt. Die Kuchen werden leicht frittiert, dann in Kokosmilch getunkt und nochmals frittiert. Bammies werden normalerweise als stärkehaltige Beilage mit dem Frühstück serviert, mit Fischgerichten oder allein als Snack. Kassava-Pone (Plastic Cake) ist ein traditioneller Kassavenmehlkuchen aus belizischen und westindischen Kulturen, manchmal mit Kokos und Rosinen zubereitet. Zu den Nachspeisen gehören Süßkartoffel-Pone, Breadpudding, Stretch-Mi-Guts (eine Art Kaugummi), Tableta (Kokoschips), Wangla (Sesam) und Powderbun sowie verschiedene Torten.

## Kreolische Organisationen
- Universal Negro Improvement Association (UNIA)
- United Black Association for Development Education Foundation (Ausbildungsstiftung, UEF)
- National Kriol Council (NKC)
- Creole Gyal Prodokshans (regionales Unternehmen)